# 八月風暴行動
八月風暴行動（羅馬化：Avgustovskaya burya），正式名稱為滿洲戰略攻勢行動（Маньчжурская операция），是第二次世界大戰蘇日戰爭的一部分。
本行動是二戰期間根據《雅爾塔協議》，為配合太平洋戰爭，蘇聯於1945年8月9日開始對日本控制下的滿洲國發動大規模進攻部分，擊潰了日本關東軍，與盟國一道迫使日本在8月15日宣佈“無條件投降”，於同月20日左右結束。

## 背景
1945年2月在雅爾塔會議上，蘇聯秘密向盟國承諾在德國戰敗之後的三個月之内對日本宣戰。
1945年5月德國宣佈投降之後，蘇聯便著手對日本作戰的準備，將大量軍隊以及裝備運送和部署到遠東地區 。1945年8月3日，蘇聯遠東方面軍最高司令華西列夫斯基元帥向斯大林報告，軍事部署完畢，隨時可發動進攻。8月8日蘇聯外交部長莫洛托夫照會日本駐蘇聯大使佐藤尚武，正式宣佈兩國進入戰爭狀態。

## 蘇日雙方軍力部署

### 日本方面
日本在滿洲地區和朝鮮半島的軍力部署如下：
- 第一方面軍（満洲国東北部）
  - 第3軍
  - 第5軍
- 第3方面軍（満洲国西南部）
  - 第4軍
  - 第30軍
  - 第34軍
  - 第44軍
- 第17方面軍（朝鮮半島）

駐扎滿洲及朝鮮半島的關東軍縂兵力在鼎盛時期達到90萬人，擁有坦克數量400輛、飛機2000架。但是隨著太平洋戰場的吃緊，許多精銳部隊和物資調往南方戰場，因而導致關東軍的實際戰力大大削弱。對此，戰後蘇聯出版的《偉大衛國戰爭史》(История Великой Отечественной войны 1941-1945 годов)（日文版第五卷第548-549頁：「大祖国戦争の歴史」）中寫道 ：

在関東軍部隊中，短射機關槍、反坦克炮、火箭炮完全沒有，大口徑炮的配備也幾乎爲零（步兵師和炮兵團也幾乎只有75毫米口徑的火炮）

### 蘇聯方面
蘇聯方面以華西列夫斯基為總指揮，由三個方面軍組成，分別從三個方向發起進攻。西路方面由馬利諾夫斯基元帥指揮的外貝加爾方面軍發起攻擊，東路方面由梅列茨科夫元帥指揮的遠東第1方面軍發起攻擊，北路則由普爾卡耶夫大將指揮的遠東第2方面軍向滿洲中部發起進攻。
外貝加爾方面軍從西面形成半包圍圈，穿過内蒙古沙漠地帶跨越大興安嶺，最先攻占奉天（瀋陽），接著與進攻新京（長春）的遠東第1方面軍會師，完成戰略包圍目的。貝加爾第6近衛坦克軍擁有1000輛坦克和自行火炮，其目標是在戰役發起之後，五天之内抵達滿洲縱深350公里処。第36軍則在哈爾濱和齊齊哈爾與遠東第2方面軍會師。
- 外貝加爾方面軍
  - 第17集團軍（俄语：17-я армия (СССР)）
  - 第36集團軍
  - 第39集團軍
  - 第53集團軍（俄语：53-я армия (СССР)）
  - 近卫坦克第6集团军
  - 伊萨·普利耶夫大將指揮的骑兵机械化集群
  - 蘇聯第12航空軍團（俄语：12-я воздушная армия (СССР)）

遠東第1方面軍從東側形成版包圍圈。第1紅旗集團軍、第5集團軍、第10機械化集團軍組成的集團軍首先對牡丹江方向發起進攻，占領牡丹江之後再向哈爾濱和長春方面進軍，最終在長春和吉林市與外貝加爾方面軍會師。其次，遠東第1方面軍的目的還在於阻斷日軍退往朝鮮半島的去路，並進而向38度綫以北的朝鮮半島發起進攻。這個任務由第25集團軍來完成，第35集團軍負責占領勃利县和密山市。
- 遠東第1方面軍
  - 第1紅旗集團軍（俄语：1-я Краснознамённая армия (СССР)）
  - 第5集團軍
  - 第25集團軍（俄语：25-я армия (СССР)）
  - 第35集團軍
  - 第10機械化集團軍（第二次組建）（俄语：10-й механизированный корпус (2-го формирования)）
  - 蘇聯第9航空軍團（俄语：9-я воздушная армия (СССР)）

遠東第2方面軍的任務是作爲進攻的支援而展開。目的在於占領哈爾濱與齊齊哈爾，截斷日軍撤往滿州南部的退路，並攻占遼東半島的旅順。其先頭部隊是1940年在蘇聯境内由中國人和朝鮮人組建的獨立第88步兵旅。這隻部隊原本負責破壞和偵察的任務而參戰，後來認爲這支部隊不適合投入戰場，因此轉爲負責維持蘇軍占領下的地方政府和治安方面的工作。隊伍中包括了後來成爲北朝鮮最高領導人金日成，蘇聯也得以介入朝鮮局勢。
- 遠東第2方面軍
  - 第2紅旗集團軍（俄语：2-я Краснознамённая армия）
  - 第16集團軍（蘇聯）（俄语：16-я армия (СССР)）
  - 第5狙擊軍團（俄语：5-й стрелковый корпус）
  - 阿穆爾河區艦隊
  - 蘇聯第10航空軍團（俄语：10-я воздушная армия (СССР)）
  - 蘇聯第11航空軍團（俄语：11-я воздушная армия (СССР)）

## 歷史影響
在經濟方面，蘇軍拆除了日本在滿洲設置的工業設施，將拆除的工廠設備盡量搬回蘇聯，不能帶的就當場破壞。據統計，蘇聯在滿洲所造成的破壞，導致直接經濟損失9.5億美元（一說為13.6億美元，相當於抗日戰爭時經濟損失的十分之一），而且上述統計，不含沒有折價的白金3萬2401.55克、白銀186萬6549.69克、鑽石741.0662克。
蘇軍在日本投降後，未依照《中蘇友好同盟條約》於三個月之內撤出滿洲

## 外部連結
- .   [2020-4-26]. （原始内容存档于2023-04-27）.
- .   [2020-4-26]. （原始内容存档于2024-03-30）.
- . 大紀元. 2005-08-21  [2019-03-02]. （原始内容存档于2019-03-06） （中文）.